# (16256) 2000 JM2
A (16256) 2000 JM2 egy kisbolygó a Naprendszerben. A LINEAR projekt keretében fedezték fel 2000. május 3-án.